# Roger L. Stevens

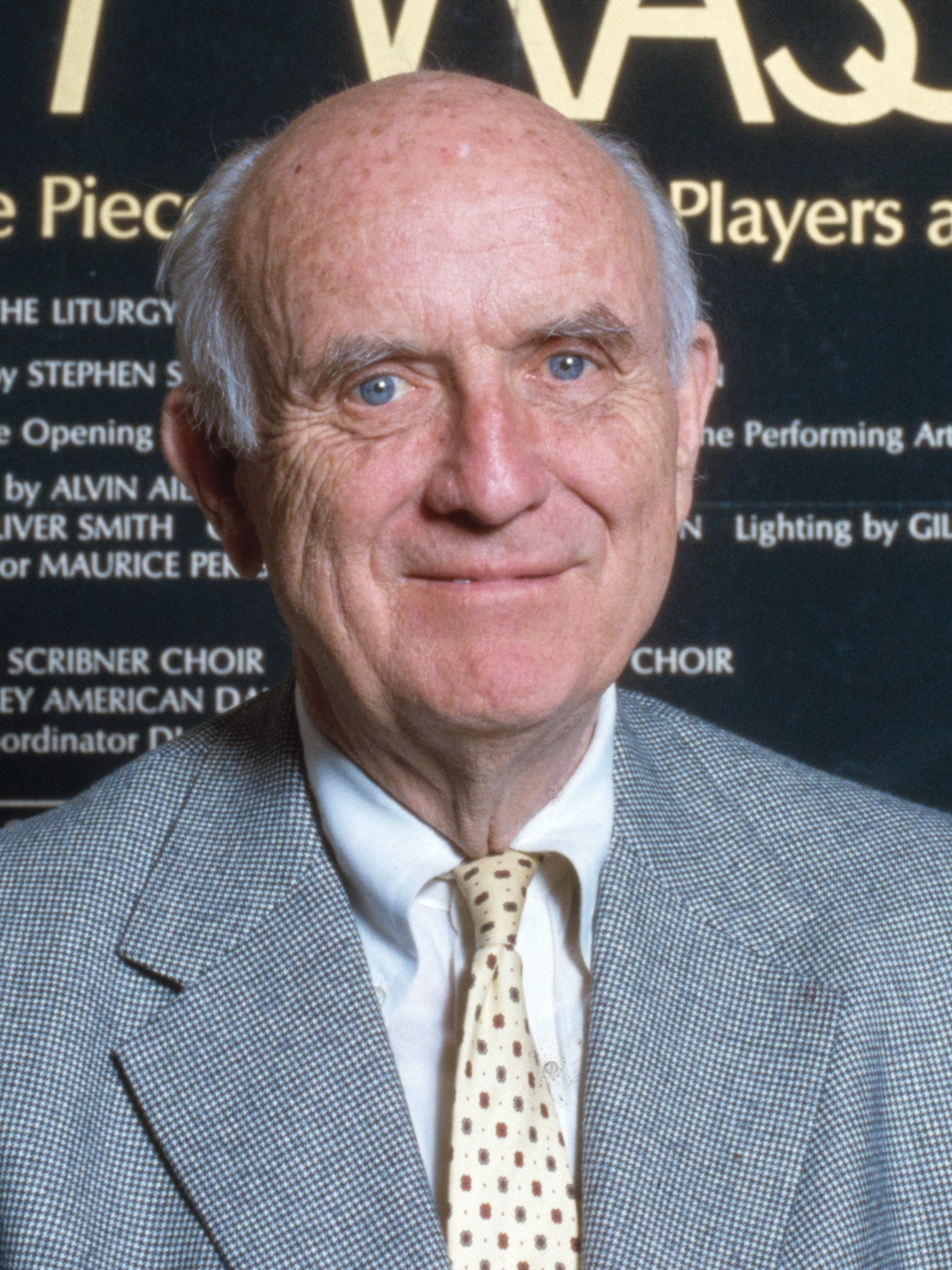
Roger L. Stevens

Roger Lacey Stevens (* 12. März 1910 in Detroit, Michigan; † 2. Februar 1998) war ein US-amerikanischer Theaterproduzent und Immobilienmakler. Er ist Gründungsmitglied des Kennedy Center for the Performing Arts (1961), und des National Endowment for the Arts (1965).

## Leben
Geboren wurde er in Detroit, Michigan. Stevens wurde an der The Choate School (in Wallingford, Connecticut) ausgebildet. Später studierte er an der University of Michigan, brach das Studium aber ab.
Stevens arbeitete in Detroit bei Ford am Fließband und wurde Mitglied der Gewerkschaft. Seit dieser Zeit war er Demokrat.
Stevens war General Administrator der Actors Studio und Produzent der Playwrights Company, welches einen Sitz im Vorstand der American National Theatre and Academy (ANTA) hatte. 1961 bat ihn Präsident John F. Kennedy ein Natural Cultural Center aufzubauen, und er wurde Chairman of Board of Trustees des Kennedy Center von 1961 bis 1988.
Stevens war mit Christine Gesell Stevens verheiratet. Diese war Gründerin des Animal Welfare Institute.  Er diente dieser Organisation als Schatzmeister bis zu seinem Tode 1998.
1986 wurde Stevens in die American Theater Hall of Fame aufgenommen.
Am 13. Januar 1988 erhielt Stevens die Presidential Medal of Freedom, die höchste zivile Auszeichnung der USA, von Präsident Ronald Reagan. 1988 erhielt er die National Medal of Arts. Stevens, der mehr als 100 Stücke produzierte, erhielt 1971 den Special Tony Award für sein Gesamtwerk.

## Bühnenproduktionen
- Broken Glass  (1994) nominiert für den Tony Award als Bestes Stück
- The Kentucky Cycle (1993) nominiert für den Tony Award als Bestes Stück
- She Loves Me (1993) nominiert für den Tony Award als Bestes wiederaufgeführtes  Musical
- Shadowlands (1990) nominiert für den Tony Award als Bestes Stück
- Death of a Salesman (1984) Tony Award, Beste Reproduktion
- On Your Toes (1983) Tony Award, Beste Reproduktion
- Bedroom Farce (1979) nominiert für den Tony Award als Bestes Stück
- Deathtrap (1978) nominiert für den Tony Award als Bestes Stück
- Old Times (1971) nominiert für den Tony Award als Bestes Stück
- Indians (1969) nominiert für den Tony Award als Bestes Stück
- Half a Sixpence (1965) nominiert für den Tony Award als Bestes Musical
- Slow Dance On the Killing Ground (1964)  nominiert für den Tony Award als Bester Produzent
- Strange Interlude (1963) nominiert für den Tony Award als Bester Produzent
- A Man for All Seasons (1962) Tony Award als Bester Produzent
- The Caretaker (1961) nominiert für den Tony Award als Bestes Stück
- The Visit (1958) nominiert für den Tony Award als Bestes Stück
- A Touch of the Poet (1958) nominiert für den Tony Award als Bestes Stück
- West Side Story (1957) nominiert für den Tony Award als Bestes Musical
- Time Remembered (1957) nominiert für den Tony Award als Bestes Stück
- The Rope Dancers (1957) nominiert für den Tony Award als Bestes Stück
- Separate Tables (1956) nominiert für den Tony Award als Bestes Stück
- The Waltz of the Toreadors (1956) nominiert für den Tony Award als Bestes Stück
- Bust Stop (1955) nominiert für den Tony Award als Bestes Stück
- Cat on a Hot Tin Roof (1955) nominiert für den Tony Award als Bestes Stück

## Auszeichnungen
- Drei Auszeichnungen für den Tony Award
- 21 Nominierungen für den Tony Award
- Special Tony Award (1971) für sein Gesamtwerk
- 1988 Kennedy-Preis